# Rhynchocyrtus klausi
Genre
Espèce
Rhynchocyrtus klausi, unique représentant du genre Rhynchocyrtus, est une espèce de collemboles de la famille des Lepidocyrtidae.

## Distribution
Cette espèce est endémique du Brésil. Elle se rencontre dans la forêt atlantique.

## Publication originale
- Mendonça & Fernandes, 2007 : Rhynchocyrtus gen. nov. (Collembola, Entomobryidae) from the southeast and northeast Brazilian regions. Zootaxa, no 1660, p. 45-51.